# Podococcus acaulis
Podococcus acaulis är en enhjärtbladig växtart som beskrevs av Henri Hua. Podococcus acaulis ingår i släktet Podococcus och familjen Arecaceae. Inga underarter finns listade i Catalogue of Life.